# Legend (colonna sonora)
Legend è un album pubblicato nel 1986 dal gruppo tedesco di musica elettronica Tangerine Dream. Questo è anche la colonna sonora dell'omonimo film di Ridley Scott.

## Genesi dell'opera
In origine, la musica per il film era stata affidata a Jerry Goldsmith ed era composta da varie partiture per orchestra, ma dopo un deludente test di missaggio dei pezzi musicali, Scott decise di apportare alcune modifiche alla pellicola.
Sidney Sheinberg, presidente della MCA ha ritenuto che i brani di Goldsmith non fossero abbastanza attraenti per un pubblico giovanile. Così, il regista chiamò i Tangerine Dream e li mise sotto contratto per la realizzazione di una nuova colonna sonora. La band accettò e dopo circa tre settimane il materiale creato fu consegnato nelle mani di Scott.
Fino al 2002, solo in Europa si trasmetteva il film con i brani di Goldsmith.

## I brani
Tutti i brani dell'album sono strumentali e sono stati scritti dai Tangerine Dream, tranne le seguenti:
- Loved By The Sun: è una versione vocale di Unicorn Theme con testi scritti e cantati da Jon Anderson, frontman degli Yes, che furono aggiunti dopo che il gruppo berlinese scrisse la musica strumentale. La canzone, in origine era stata registrata con la voce di Susanne Pawlitzki con i testi basati sui poemi di William Blake, dal titolo The Angel, ma è stata respinta in favore della versione di Anderson. Unicorn Theme è stato suonato dal vivo in numerosi concerti dei Tangerine Dream, ognuno con versioni differenti.
- Is Your Love Strong Enough?: è un brano scritto e cantato da Bryan Ferry, che venne usato come sottofondo per i titoli di coda di Legend. Come ospiti speciali, in questo pezzo figurano alla chitarra il chitarrista dei Pink Floyd, David Gilmour, e al basso elettrico il giovane Guy Pratt.

### Prologue
I Tangerine Dream avevano registrato un altro pezzo per Legend che però è stato scartato dall'album, ma che è comunque udibile durante il film. È stato pubblicato su vari bootleg e in formato MP3 scaricabile in alcuni siti P2P.
La canzone, dato il suo anonimato, è stata chiamata Prologue. Essa può essere ascoltata nell'introduzione del film americano e nelle prime due scene in cui compaiono Jack e Lilly.
Prologue si caratterizza per la sua melodia suonata da un flauto sintetizzato. Inoltre, alcuni temi di questa melodia si sentono alla fine della canzone Loved By The Sun. Si ipotizza che la banda avesse originariamente pensato a creare un outro, così che riprendendo la melodia di apertura e riprodurla nella scena di chiusura, si possa creare una certa continuità del film.
La ragione per cui è stata esclusa dalla colonna sonora ufficiale è ancora sconosciuta.
L'ordine dei brani, per la maggior parte, segue l'ordine in cui essi appaiono nel film, con l'eccezione di due canzoni: Loved By the Sun, che compare nella scena finale del film, poco prima dei titoli di coda e Your Love Is Strong Enough, che è la traccia d'apertura dell'album.

## Tracce
Tutti i brani sono stati scritti dai Tangerine Dream, tranne dove indicato:
1. Is Your Love Strong Enough – 5:10 (testo: Bryan Ferry)
2. Opening – 2:55
3. Cottage – 3:23
4. Unicorn Theme – 3:27
5. Goblins – 3:03
6. Fairies – 2:57
7. Loved By The Sun – 5:57 (testo: Froese, Franke, Schmoelling e Anderson)
8. Blue Room – 3:24
9. The Dance – 2:23
10. Darkness – 3:05
11. The Kitchen / Unicorn Theme (Reprise) – 4:49

## Formazione
- Edgar Froese: sintetizzatori, tastiere, chitarra elettrica.
- Christopher Franke: sintetizzatori, tastiere, drum machine e batteria.
- Johannes Schmoelling: sintetizzatori, tastiere.
- Bryan Ferry: voce in Is Your Love Strong Enough.
- David Gilmour: chitarra elettrica in Is Your Love Strong Enough.
- Guy Pratt: basso in Is Your Love Strong Enough.
- Jon Anderson: voce in Loved By The Sun.

## Fonte
- http://www.voices-in-the-net.de/legend.htm